# Töllsjö
Töllsjö – miejscowość (tätort) w Szwecji, w regionie administracyjnym (län) Västra Götaland, w gminie Bollebygd.
Według danych Szwedzkiego Urzędu Statystycznego liczba ludności wyniosła: 409 (31 grudnia 2015), 420 (31 grudnia 2018) i 423 (31 grudnia 2019).